# Edward Hyde, 1.º Conde de Clarendon
Edward Hyde, 1.º Conde de Clarendon (Wiltshire, 18 de fevereiro de 1609 – Ruão, 9 de dezembro de 1674) foi um historiador, advogado, diplomata e político inglês e avô das rainhas Maria II de Inglaterra e Ana da Grã-Bretanha. Serviu como um dos principais conselheiros do Rei Carlos I de Inglaterra durante a Primeira Guerra Civil Inglesa e depois como Lord Chanceler de Carlos II de Inglaterra durante a Restauração.

## Biografia
Um membro da gentry, Hyde estudou em Oxford e se tornou advogado, cultivando amizades com membros influentes da alta sociedade inglesa como Edmund Waller e John Selden e por meio de seu primeiro casamento com Anne Ayliffe se aproximou da família do Duque de Buckingham, utilizando essas conexões para angariar cargos públicos.
Em 1640, foi eleito ao Parlamento Curto, dando início à sua carreira política. Motivado pela sua antipatia ao Reinado Pessoal do Rei Carlos I, durante o qual o monarca governou sem consultar o parlamento, Hyde foi um dos principais críticos dessa política real durante o seu breve mandato.
Após a dissolução do Parlamento Curto depois de menos de dois meses de funcionamento, Carlos I convocou outra vez um parlamento, o Parlamento Longo. Mais uma vez eleito, Hyde manteve a sua posição de crítico de Carlos I, mas aos poucos foi se afastando dos reformistas, a maioria dos quais se tornariam parlamentares, e se aproximando do rei. Na sua visão, o rei havia feito numerosas concessões e os reformistas ficavam cada vez mais radicais, especialmente para a tez moderada de Hyde.
Finalmente, em Maio de 1642, Hyde abandonou Londres, onde of Parlamento se encontrava. Ele foi até York, a comando do Rei Carlos I. Mesmo antes, porém, ele já era publicamente associa à defesa do rei, e uma vez ao seu lado se tornou um servo real, apesar de não ser importante conselheiro. Foi neste contexto que foi nomeado Chanceler do Tesouro, com o objetivo de angariar fundos para os cavaliers. O seu maior sucesso em aconselhar of Rei Carlos foi a criação do Parlamento de Oxford.
Após a derrota de Carlos I em 1646, Hyde foi para o exílio junto com a família real. A partir de 1651, se tornou um dos principais conselheiros do filho de Carlos I, Carlos II. Foi também um dos principais arquitetos da sua Restauração ao governo da Inglaterra.  Pouco depois, uma de suas filhas, Ana, se casou com o Duque de Iorque, futuro rei Jaime II. Por razão desse casamento, do seu papel na Restauração e a confiança do rei nele, Hyde recebeu de Carlos II o título de Conde de Clarendon em 1661.
Teve participação importante no governo de Carlos I até 1667, quando foi para o exílio. Morreu na França, em 1674. 

## Obras
- A brief view and survey of the dangerous and pernicious errors to church and state, in Mr. Hobbes's book, entitled Leviathan (1676)
- History of the Rebellion and Civil Wars in England: Begun in the Year 1641 (3 volumes) (1702–1704):
  - Volume I, Part 1,
  - Volume I, Part 2 (nova edição, 1807)
  - Volume II, Part 1,
  - Volume II, Part 2,
  - Volume III, Part 1,
  - Volume III, Part 2
- The history of Rebellion and Civil War in Ireland (1720)
- A Collection of several tracts of Edward, Earl of Clarendon, (1727)
- The Life of Edward Earl of Clarendon, Lord High Chancellor of England, and Chancellor of the University of Oxford Containing: (1798)
  - I Life of Edward Earl of Clarendon: An Account of the Chancellor's Life from his Birth to the Restoration in 1660
  -  II Life of Edward Earl of Clarendon: A Continuation of the same, and of his History of the Grand Rebellion, from the Restoration to his Banishment in 1667
- Religion and Policy, and the Countenance and Assistance each should give to the other, with a Survey of the Power and Jurisdiction of the Pope in the dominion of other Princes (2 volumes) (1811)
- Essays, Moral and Entertaining (1819)